# Дарма
Ти Дарма на призвісько Бик «Лан») (807—845) — останній імператор (цемпо) Тибету з 841 до 845 року. Син імператора Тідесронцана. Правив після скоєння заколоту проти свого брата Ралпачана. Походив з Ярлугської династії.
Дарма здобув владу завдяки сановникам Дагначан та Чоролхалон, які вбили Ралпачана. З початком свого правління почав переслідувати прихильників буддизму. Декілька тисяч з них вимушені були тікати з країни. В цей час відбувається занепад Тибецької імперії, нарощується протиборства серед знаті, посилюються сепаратистські настрої. У 845 році Дарма було вбито буддийським монахом Балджідордже з Лхалуна.

## Нащадки
Відразу після загибелі Дарми спалахує війна між його синами Одсруном та Юмданом. У цій боротьбі переміг Юмдан. Проте не зміг оволодіти всією імперією. Він правив лише у центральному Тибеті. У західному Тибеті затвердився Одсрун. Водночас у 862 році спалахує народне повстання, під час якого були розорені гробниці померлих імператорів. Центральнотибецька (лінія Юмдана) та Західнотибецька (лінія Одсруна) держави у свою чергу напочатку X ст. почали розпадатися, зокрема Яце, Ладод, Пуран, Шаншун (володарі — нащадки Одсруна) та Уя, Амдо і Кхам (володарі — нащадки Юмдана). Напочатку X ст. Тибет складався з багатьох невеличких держав. При цьому відбувається процес відродження буддизму у Тибеті. Багато представників царських династій стають ченцями. З цього й починається теократизація Тибету.